# Mitsuaki Kojima
Mitsuaki Kojima (jap. 小島 光顕 Kojima Mitsuaki; ur. 14 lipca 1968) – japoński piłkarz występujący na pozycji obrońcy.

## Kariera klubowa
Od 1991 do 2002 roku występował w klubach Fujitsu, Sanfrecce Hiroszima i Avispa Fukuoka.